# Cortese

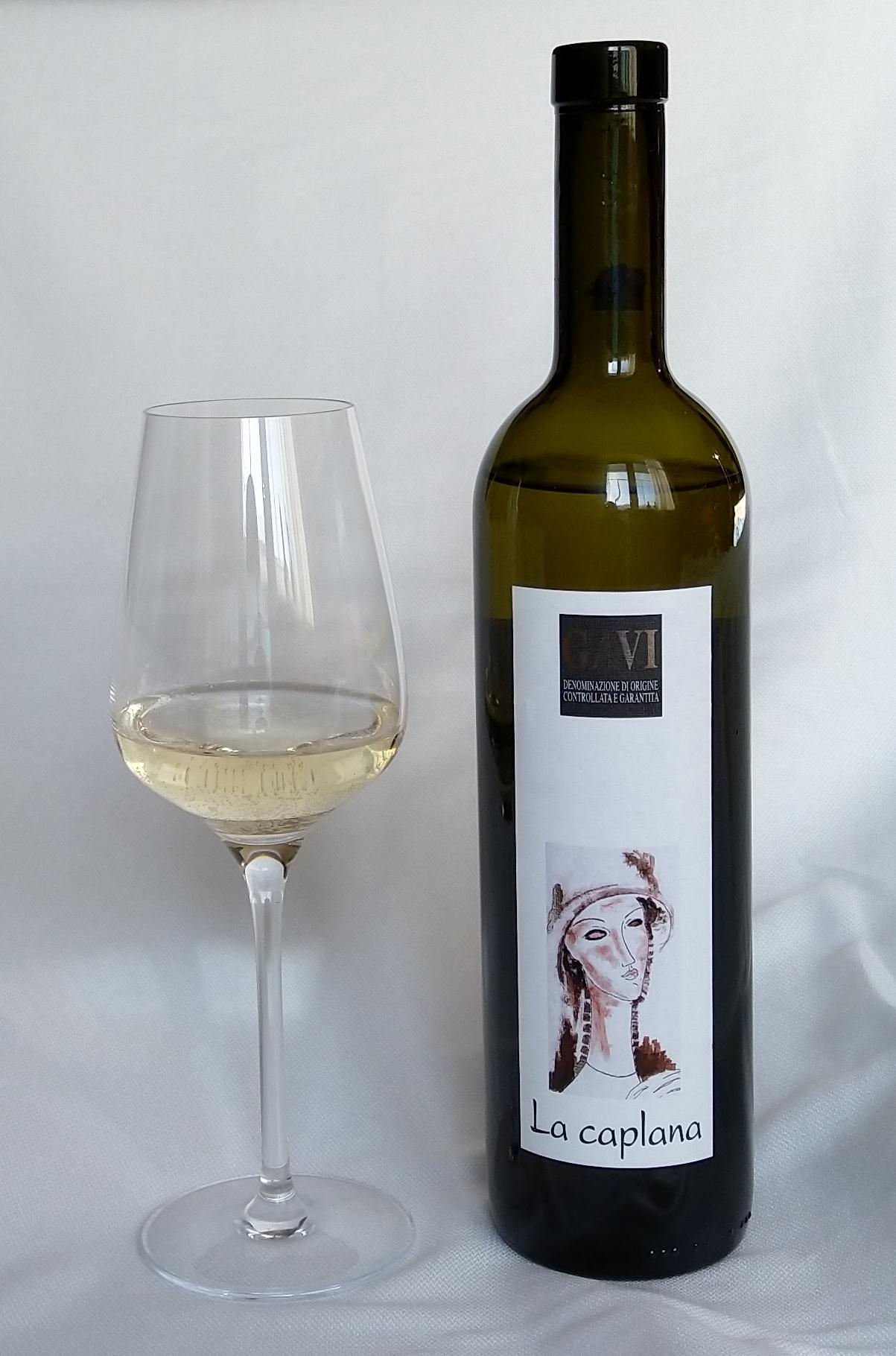
vino realizado con uva blanca italiana

La cortese es una uva blanca italiana que crece sobre todo en la región sureste del Piamonte, en las provincias de Alessandria y Asti. Es la uva principal de las DOCs de Cortese dell'Alto Monferrato y Colli Tortonesi así como de la DOCG Cortese di Gavi. Hay plantaciones significativas de cortese en la región lombarda de Oltrepò Pavese y en los vinos blancos de mezcla de la DOC del Véneto Bianco di Custoza. La cortese tiene una larga historia en la viticultura italiana. Hay documentación que menciona a la uva en el viñedo piamontés en 1659.
Su acidez moderada y el sabor ligero ha hecho que su vino sea el favorito cercano de los restaurantes del entorno de Génova para acompañar al pescado local, capturado en la costa de Liguria.

## Historia
Una de las primeras documentaciones sobre esta variedad data del 1659. Se trata de un informe para Marchesa Brigida Spinola-Doria de la finca de la familia en la villa de Montaldeo diciendo que en la viña había plantaciones de cortese y de vertementino. En 1870, los ampelógrafos DeMaría y Carlo Leardi apreciaron que la cortese había sido cultivada ampliamente en entorno piamontés de Alessandria que era muy preciada por su resistencia a las enfermedades de la uva, por producir rendimientos altos y por la gran calidad de su vino.

## Regiones
En la actualidad la cortese es la uva más asociada con el vino DOCG Cortese di Gavi, producido en Gavi, en el entorno de Alessandria. Hay plantaciones significativas de esta uva al sureste del Piamonte, incluyendo las áreas DOC de Colli Tortonesi y Cortese dell'Alto Monferrato, localizadas a unos pocos kilómetros al oeste de Gavi, y la zona de Monferrato Casale Cortese, que se extiende desde el Basso Monferrato al río Tanaro. A pesar de la proximidad a Gavi, la cortese experimenta dificultades para madurar por completo en Tortona y en Monferrato. La DOC Piemonte Cortese puede realizarse al oeste de la provincia de Cuneo, en Alessandria y en Asti.
A las afueras del Piamonte, la uva puede encontrarse en cantidades significativas en Oltrepò Pavese, en parte de la provincia de Pavía y en la frontera de Lombardía con la provincia de Alessandria. En el este, hay cortese en la DOC Garda Cortese, que se produce cerca del lago Garda (provincias de Brescia y Mantova, en Lombardía, y la provincia de Verona, en el Véneto). La uva también podía usarse como parte de la mezcla DOC Bianco di Custoza, también cerca del lago Garda, en la provincia de Verona. En el año 2000 había 7.800 ha de cortese plantadas a través de Italia.

## Vinos
Los vinos hechos de cortese (sobre todo de la DOCG Gavi) son muy habituales en los restaurantes en la zona de Génova para acompañar al pescado local capturado en la costa de Liguria. La acidez moderada y el sabor ligeramente fresco del vino, empareja bien con el sabor delicado de algunos pescados. Los vinos de cortese tienden a tener un cuerpo medio con notas a lima y a albaricoque verde. En las cosechas que son más bien frías, los vinos pueden ser fuertemente ácidos y descompensados, pero las técnicas de vinificación, como la fermentación maloláctica y la fermentación en barrica de roble, pueden atemperar esto.

## Sinónimos
La cortese también es conocida con los sinónimos de bianca fernanda, corteis, cortese bianca, cortese bianco, cortese d'Asti, cortese dell'Astigliano, courteis, cortesi, courteisa, fernanda bianca y raverusto.